# Peire Guillem de Tolosa
Peire Guillem de Tolosa (fl. XIII secolo) è stato un trovatore del XIII secolo originario di Tolosa.
Della sua opera ci è pervenuto solo un sirventes ("En Sordel, que us es semblan"), una tenzone con il poeta italiano contemporaneo Sordello. 
L'autore della sua vida scrive che Peire era un uomo cortigianesco, amante dell'alta società; esprime inoltre ammirazione per i suoi distici, ma deplorandone il numero eccessivo da lui composti, benché oggi dei suoi lavori non ne siano rimasti che alcuni. Si dice anche che avesse composto sirventes joglarescs, o sirventes alla maniera dei joglars (giullari, menestrelli), con l'obiettivo di criticare "i baroni" (presumibilmente l'alta nobiltà). In più, scrisse anche un'opera che criticava il prolifico troviero Teobaldo I di Navarra. 
Il trovatore Bertran Carbonel menziona due volte un altro trovatore le cui iniziali sono P.G., che potrebbero indicare Peire Guilhem, compianto in un suo planh, dove le iniziali P.G. probabilmente si trovano nel manoscritto a significare un nome completo (dato che per quanto concerne il metro sarebbero richieste tre sillabe), intese forse come Pey Guillem, essendo Pey una forma ipocoristica di Peire. In un altro caso Bertran dirige un sirventes di ammonizione contro un trovatore identificato solo dalle sue iniziali: .P. / ponchat et enapres un .G.. 
Secondo la sua vida, Peire entra nell'"Ordine di Spaza", probabilmente l'"Ordine della Spada", vale a dire l'Ordine di Santiago o l'Ordine della Fede e della Pace.